# Enigma 23
L'enigma 23 és una creença en la importància del número 23. El concepte de l'enigma 23 s'ha popularitzat per diversos llibres, pel·lícules i teories de la conspiració, que suggereixen que el número 23 apareix amb una freqüència inusual en diversos contextos i pot ser un símbol d'algun significat més gran i ocult.

## Orígens
Robert Anton Wilson cita William S. Burroughs com la primera persona a creure en l'enigma 23. Wilson, en un article a Fortean Times, va relatar la següent anècdota:
| « | (anglès) I first heard of the 23 enigma from William S Burroughs, author of Naked Lunch, Nova Express, etc. According to Burroughs, he had known a certain Captain Clark, around 1960 in Tangier, who once bragged that he had been sailing 23 years without an accident. That very day, Clark’s ship had an accident that killed him and everybody else aboard. Furthermore, while Burroughs was thinking about this crude example of the irony of the gods that evening, a bulletin on the radio announced the crash of an airliner in Florida, USA. The pilot was another Captain Clark and the flight was Flight 23. | (català) Vaig sentir parlar per primera vegada de l'enigma 23 de William S Burroughs, autor de Naked Lunch, Nova Express, etc. Segons Burroughs, havia conegut un tal capità Clark, cap al 1960 a Tànger, que una vegada es va presumir d'haver estat navegant 23 anys sense un accident. Aquell mateix dia, el vaixell de Clark va tenir un accident que va matar ell i tots els altres a bord. A més, mentre Burroughs pensava aquell vespre en aquest groller exemple de la ironia dels déus, un butlletí a la ràdio va anunciar l'estavellament d'un avió a Florida, EUA. El pilot era un altre capità Clark i el vol era el vol 23. | » |
| — | | |   |

## En literatura
El 23 enigma es pot veure a:
- El llibre de Robert Anton Wilson i Robert Shea, The Illuminatus! Trilogy (també anomenada "23/17 Phenomenon")
- Cosmic Trigger I: The Final Secret of the Illuminati (també anomenat "the Law of Fives" o "the 23 Enigma")
- La contribució d'Arthur Koestler a The Challenge of Chance: A Mass Experiment in Telepathy and Its Unexpected Outcome (1973)
- Principia Discordia, un text de discordància religiosa publicat el 1963

El text titulat Principia Discordia afirma que "Totes les coses succeeixen en cinc vegades, o són divisibles per cinc o són múltiples de cinc, o d'alguna manera són adequades directament o indirectament a 5" — això es coneix com la Llei dels Cinc. L'enigma 23 es considera un corol·lari de la Llei dels Cinc perquè 2 + 3 = 5.
En aquestes obres, el 23 es considera afortunat, desafortunat, sinistre, estrany, sagrat per a la deessa Eris o sagrat per als déus profans dels mites de Cthulhu.
L'enigma 23 es pot veure com un exemple d'⁣apofènia, biaix de selecció i biaix de confirmació. A les entrevistes, Wilson va reconèixer la naturalesa autocomplerta de l'enigma 23, la qual cosa implica que el valor real de la Llei dels Cinc i l'enigma 23 està en la seva demostració de la capacitat de la ment per percebre la "veritat" en gairebé qualsevol cosa.
| « | (anglès) When you start looking for something you tend to find it. This wouldn't be like Simon Newcomb, the great astronomer, who wrote a mathematical proof that heavier than air flight was impossible and published it a day before the Wright brothers took off. I'm talking about people who found a pattern in nature and wrote several scientific articles and got it accepted by a large part of the scientific community before it was generally agreed that there was no such pattern, it was all just selective perception." | (català) Quan comences a buscar alguna cosa tendeix a trobar-la. Això no seria com Simon Newcomb, el gran astrònom, que va escriure una prova matemàtica que un vol més pesat que l'aire era impossible i la va publicar un dia abans que els germans Wright enlairaven. Estic parlant de persones que van trobar un patró a la natura i van escriure diversos articles científics i van aconseguir que una gran part de la comunitat científica l'acceptés abans que s'acordés generalment que no hi havia aquest patró, tot era només percepció selectiva". | » |
| — | | |   |

A la trilogia Illuminatus! Trilogy, Wilson expressa el mateix punt de vista, dient que es pot trobar un significat numerològic en qualsevol cosa, sempre que es tingui "suficient intel·ligència".

## En la cultura popular
El duet de música i art The Justified Ancients of Mu Mu (més tard conegut com a The KLF and the K Foundation) es va anomenar després del grup conspiratiu fictici "The Justified Ancients of Mummu" d'Illuminatus! ; el número 23 és un tema recurrent en el treball del duet. Potser el més infame és que, com a Fundació K, van interpretar una peça d'art escènica, la Fundació K Burn a Million Quid el 23 d'agost de 1994 i posteriorment van acordar no discutir públicament la crema durant un període de 23 anys. 23 anys després de l'endemà de la crema van tornar per llançar una novel·la i discutir per què havien cremat els diners.
La pel·lícula de 2007 El número 23, protagonitzada per Jim Carrey, és la història d'un home que s'obsessiona amb el número 23 mentre llegeix un llibre del mateix títol que sembla tractar sobre la seva vida.
El grup de música industrial Throbbing Gristle va explicar amb gran detall la trobada de Burroughs i el capità Clark i la importància del número 23 a la balada "The Old Man Smiled".
A l'episodi 14 de la temporada 1 de Stargate Universe de 2010, titulat "Human", un imaginat doctor Daniel Jackson es refereix al 23 Enigma en una conversa amb el doctor Nicholas Rush. El número 23 també es fa referència a l'episodi com la meitat del nombre de cromosomes d'una cèl·lula humana: 46, un nombre que apareix amb freqüència a l'episodi.